# Biagio Tralli
Biagio Tralli (Matera, 29 marzo 1976) è un kickboxer italiano.

## Carriera
Si avvicina al mondo della kickboxing giovanissimo e nel 1988 e nel 1999 debutta in Nazionale ai Mondiali di Caorle in Italia. 
Nel 2000 medaglia d'Oro ai giochi del Mediterraneo WAKO in Montenegro a Budva.
Il 22 aprile 2001 si ripete ed è di nuovo medaglia d'Oro ai Giochi del Mediterraneo in Grecia a Kavala.
il 27 maggio 2001 medaglia di Bronzo alla Coppa dei Balcani in Ucraina a Kiev.
Il 24 novembre 2002 diventa Campione Italiano Professionisti.
Il 31 maggio 2003 conquista il Bronzo alla Coppa del Mondo in Italia a Piacenza.
Il 24 ottobre del 2004 conquista la medaglia di Bronzo ai Campionati Europei in Montenegro.
Il 18 giugno 2005 conquista il Titolo Intercontinentale contro il Belga David Buzzetta.
Il 5 dicembre 2005 con la Nazionale conquista la medaglia d'Argento ai Mondiali d'Ungheria a Szeged.
Il 20 maggio 2006 difende il titolo intercontinentale a Montelimar in Francia contro l'algerino Karim Oumeddour.
L'8 febbraio del 2008 a Marsiglia batte il Campione in carica il franco-Tunisino Alì Kanfoua conquistando il titolo mondiale dei professionisti.
Dopo essersi messo in mostra come Maestro forgiando tanti Campioni livello Italiani e a livello internazionale, viene nominato tecnico della Nazionale Italiana di Full Contact il 26 gennaio 2013.
Nel dicembre del 2014 viene nominato Direttore Tecnico della Nazionale Italiana di Low Kick.